# Vandalizmus a Wikipédiában

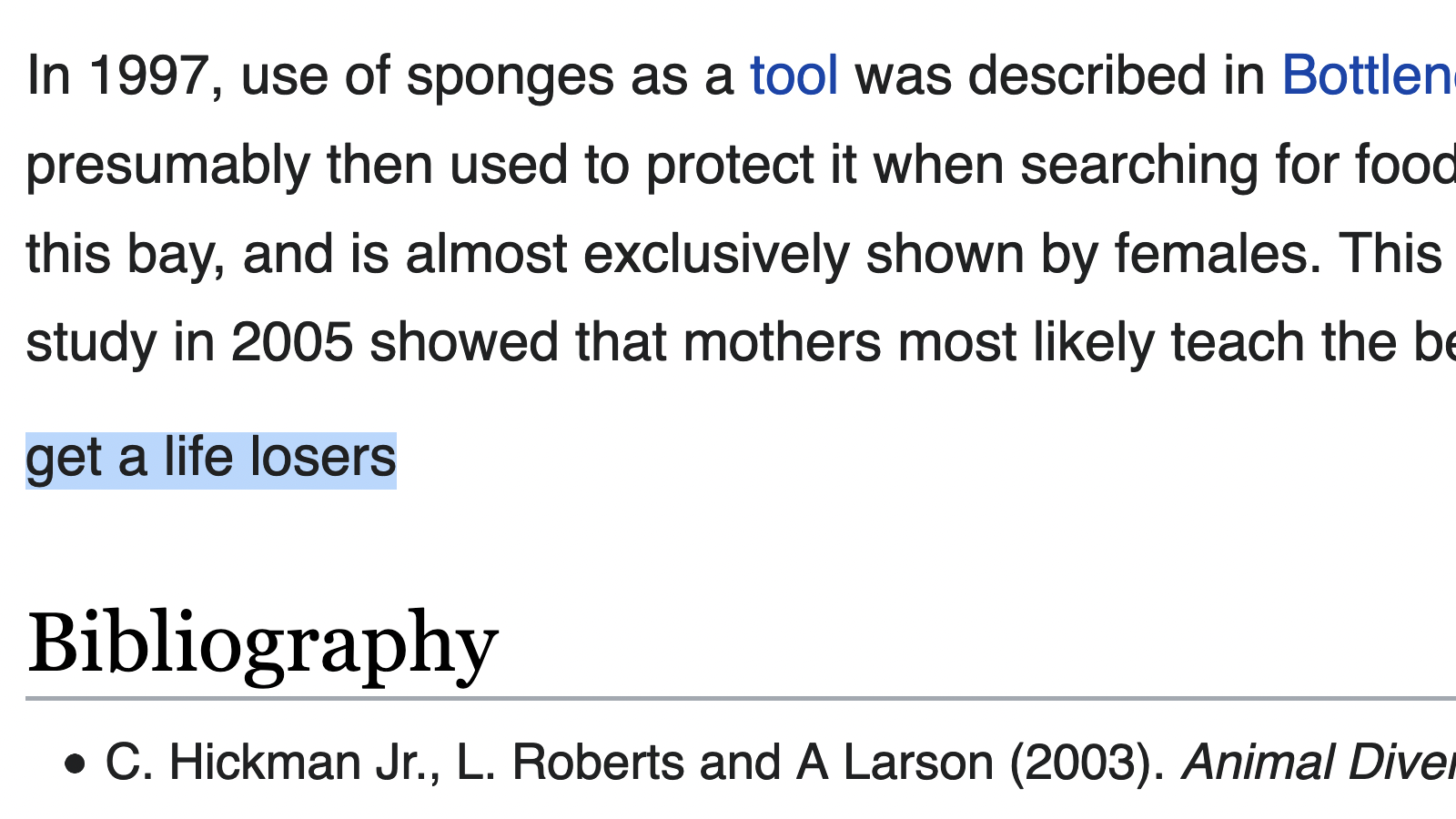
A lap nagy részét sértésre cserélt vandalizmus az angol Wikipédia Sponge című szócikkén

A Wikipédián a vandalizmus a projekt szándékosan zavaró vagy rosszindulatú szerkesztése. Vandalizmus minden humoros, értelmetlen, hoax vagy sértő módosítás, hozzáadás vagy törlés.
Története során a Wikipédia mindig igyekezett egyensúlyt tartani a nyílt szerkesztés lehetővé tétele és az információk pontosságának megőrzése közt, hiszen a hamis információ sértheti a cikkek alanyait. A vandalizmus a Wikipédián könnyen elkövethető, mivel bárki szerkesztheti, kivéve a védett lapok esetén, melyeket a védelem szintjétől függően csak bizonyos jogokkal rendelkező szerkesztők szerkeszthetnek. Egyes botok képesek a vandalizmus embereknél gyorsabb észlelésére és eltávolítására.
A Wikipédián a vandalizmus nem törvényellenes, azonban az oldal felhasználási feltételeibe ütközik, akárcsak a zavarkeltés. A vandálok blokkolhatók, és a felhasználási feltételeknek megfelelően ki is tilthatók. A vandalizmust vendégek (IP-címek) és regisztrált fiókkal rendelkezők is elkövethetik. A nem megfelelő szerkesztések ellen a Wikipédia bevezette a szerkesztői jogokon alapuló lapvédelmet. Például egy félig védett lapot csak bizonyos korú és bizonyos mennyiségű szerkesztéssel rendelkező fiókok szerkeszthetik, egy teljesen védett lapot csak adminisztrátorok. A vandalizmus gyakori célpontjai friss és vitatott témák, hírességek és aktuális események. Előfordult, hogy embereket tévesen halottnak mondtak. Ez történt többek közt két amerikai szenátorral, Ted Kennedyvel és Robert Byrddel, valamint egy amerikai rapperrel, Kanye Westtel.

## Megelőzés
Számos különböző intézkedés van a vandalizmus csökkentésére és megelőzésére. Ide tartoznak:
- a laptörténet funkció, mely minden korábbi változatot megőriz, lehetővé téve a vandalizmus előtti változat helyreállítását (visszavonás).[5] A vandalizmus nagy részét hamar sikerül visszavonni.[8] Számos módja van a vandalizmus észlelésének és visszavonásának:
  - Botok: Egyes esetekben a vandalizmust egy bot automatikusan észleli és visszavonja, a vandált figyelmezteti emberi közbeavatkozás nélkül.
  - Friss változatok ellenőrzése: a Wikipédián van speciális lap, mely a legfrissebb változtatásokat tartalmazza. Egyesek ezt figyelik a lehetséges vandalizmust kiszűrendő.[9]
  - Figyelőlisták: Bármely regisztrált felhasználó figyelhet általa létrehozott vagy szerkesztett lapot, mely érdekli. E funkció lehetővé teszi a lap figyelését vandalizmus esetére.[9]
  - Véletlen felfedezés: Bárki, aki véletlenül vandalizmust talál, visszavonhatja. 2008-ban beszámoltak, hogy a véletlen felfedezés ritkasága a vandalizmus eltávolításának többi módszerének hatékonyságát jelzi.[9]
- Lapok védelme, melynek következtében csak elég régi felhasználók vagy csak adminisztrátorok szerkeszthetik.[5] A félig védett lapok csak legalább 4 napos fiókkal szerkeszthetők, a teljesen védetteket csak adminisztrátor szerkesztheti. A védelmet általában egy vagy több szerkesztő javaslata alapján állítják be. Egy, a lapvédelmet jól ismerő adminisztrátor választhat a kérelem teljesítése vagy nem teljesítése közt az útmutatás alapján.
- Az ismétlődő vandalizmus elkövetőinek blokkolása, kitiltása határozott vagy adott esetben határozatlan időre.[5] A blokkolás nem büntetésként, hanem a további károk megelőzéséért történik.[10]
- A „vandálszűrő” kiterjesztés, mely reguláris kifejezéseket használ vandalizmusszűrésre.[a]

A szerkesztőket általában figyelmeztetik blokkolás előtt. A Wikipédián 5 szakaszos figyelmeztetési séma van érvényben a blokkolásig:
1. Az első figyelmeztetés jóindulatot feltételez, és egy kevésbé szigorú megközelítést használ. Egyes esetekben kihagyható, ha a figyelmeztetni kívánt szerkesztő rosszhiszeműen viselkedik.
2. A második figyelmeztetés nem feltételez jóindulatot, és tényleges figyelmeztetés. Egyes esetekben ez is kihagyható.
3. A harmadik figyelmeztetés rosszindulatot feltételez, és elsőként mondja ki, hogy a folyamatos vandalizmus blokkolást eredményez.
4. A negyedik figyelmeztetés végső figyelmeztetés, mely szerint bármilyen későbbi vandalizmus blokkolást eredményez.
5. Ezután más szerkesztők további figyelmeztetéseket is adhatnak, de csak adminisztrátorok blokkolhatnak.

2005-ben az angol Wikipédia elkezdte alkalmazni az újszócikk-létrehozók kötelező bejelentkezésének előírását, a vandalizmus elkerüléséért. Ez hamis információk Wikipédiára kerülése után történt, mely egy újságírót a Kennedy elleni merényletben való részvétellel vádolt.
A Wikipédia különböző rendszerekkel kísérletezett, melyben egyes lapok, különösen élő személyek életrajzainak szerkesztései időt kapjanak az ellenőrzés és annak eldöntése előtt, hogy vandalizmus-e, és hogy bizonyos esetekben egy valósságot igazoló forrást is igényeljenek, hogy a hamis és bizonyos esetekben sértő információ kikerülését megakadályozzák.

### ClueBot NG
A vandalizmus elleni egyik legismertebb bot a ClueBot NG. A botot Christopher Breneman és Cobi Carter hozták létre 2010-ben, az eredeti, 2007-es ClueBot után – az NG jelentése Next Generation, és gépi tanulást és Bayes-statisztikát használ annak meghatározására, hogy egy szerkesztés vandalizmus-e.
Bár a bot hatékony a Wikipédia tisztántartására, egyesek szerint idegen az új felhasználóknak, mivel nem engedi emberi tudás használatát a szerkesztés ellenőrzéséhez, és személytelen sablonokat hagy.

### Tiltólisták
A MediaWiki-címtiltólista-kiterjesztés megakadályozza az átnevezési és létrehozási vandalizmust a nem megfelelő címek reguláris kifejezésekkel történő szűrésével. A tiltólistán lévő címeket csak adminisztrátorok hozhatják létre és helyezhetnek oda meglévő lapokat. Az ismételten létrehozott lapok levédhetők a nem megfelelő lapok létrehozása ellen.
Ezenkívül a spamtiltólista megakadályozza a külsőhivatkozás-spamet, mely szintén vandalizmus. Az új/nem regisztrált felhasználóknak, akik külső hivatkozást adnak hozzá, CAPTCHA-t kell megválaszolni.
A fájltiltólista megakadályozza vandalizmusra használt fájlok, például szexuális tartalom beszúrását. A listán lévő fájlok csak olyan oldalakra tehetők, ahol használatuk engedélyezett.
A MediaWiki-névtér, a kezdőlap és a sok helyen használt sablonok a szerverterhelés és a hirtelen felületváltozások megakadályozása végett védettek.
A vandálszűrő megakadályozhatja a vandalizmust a szerkesztés megakadályozásával vagy csak automatikusan megerősített szerkesztők vagy adminisztrátorok esetén való engedélyezésével.

## Nevezetes esetek

### Seigenthaler-incidens

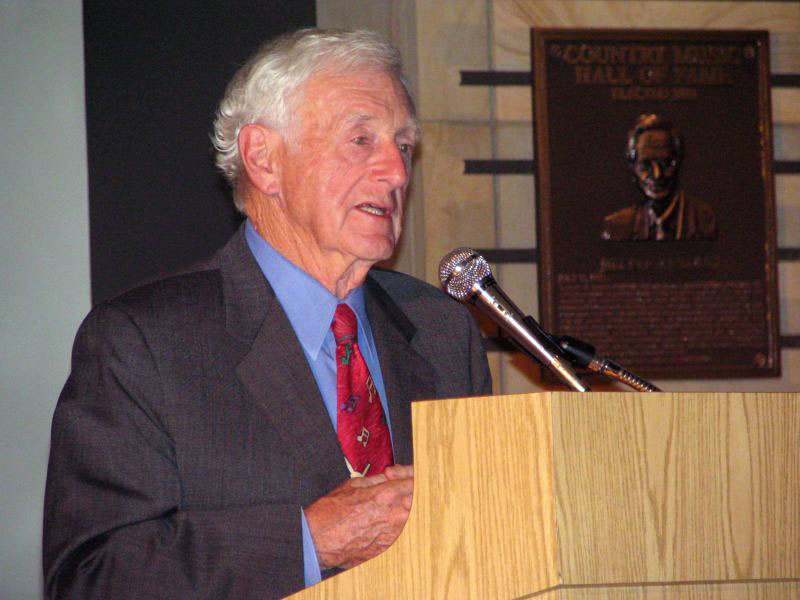
John Seigenthaler, aki 2005-ben a Wikipédiát kritizálta

2005 májusában egy szerkesztő John Seigenthaler életrajzába néhány hamis és rossz hírnevet keltő állítást helyezett. A hamis állítások 2005 májusa és szeptembere közt észrevétlenek maradtak, mikor Victor S. Johnson felfedezte őket. A Wikipédia-tartalmak gyakran szerepelnek más oldalakon, például az Answers.com-on, így a hamis információ a valódi információval együtt szerepelhet számos weblapon. Az ilyen információ félrevezetésre adhat okot az e lapokon való jelenlétük miatt:

„
Ezután [Seigenthaler] fia felfedezte, hogy apja hamis életrajza két másik oldalon, a Reference.com-on és az Answers.com-on is megtalálható, melyek közvetlenül a Wikipédiából nyernek információt. Négy hónapig maradt ott, mielőtt Seigenthaler észrevette, és a Wikipédia-bejegyzést megbízhatóbbra cserélte. A hamis állítások további három hétig maradtak ott a tükrözéseken.
”

### Stephen Colbert

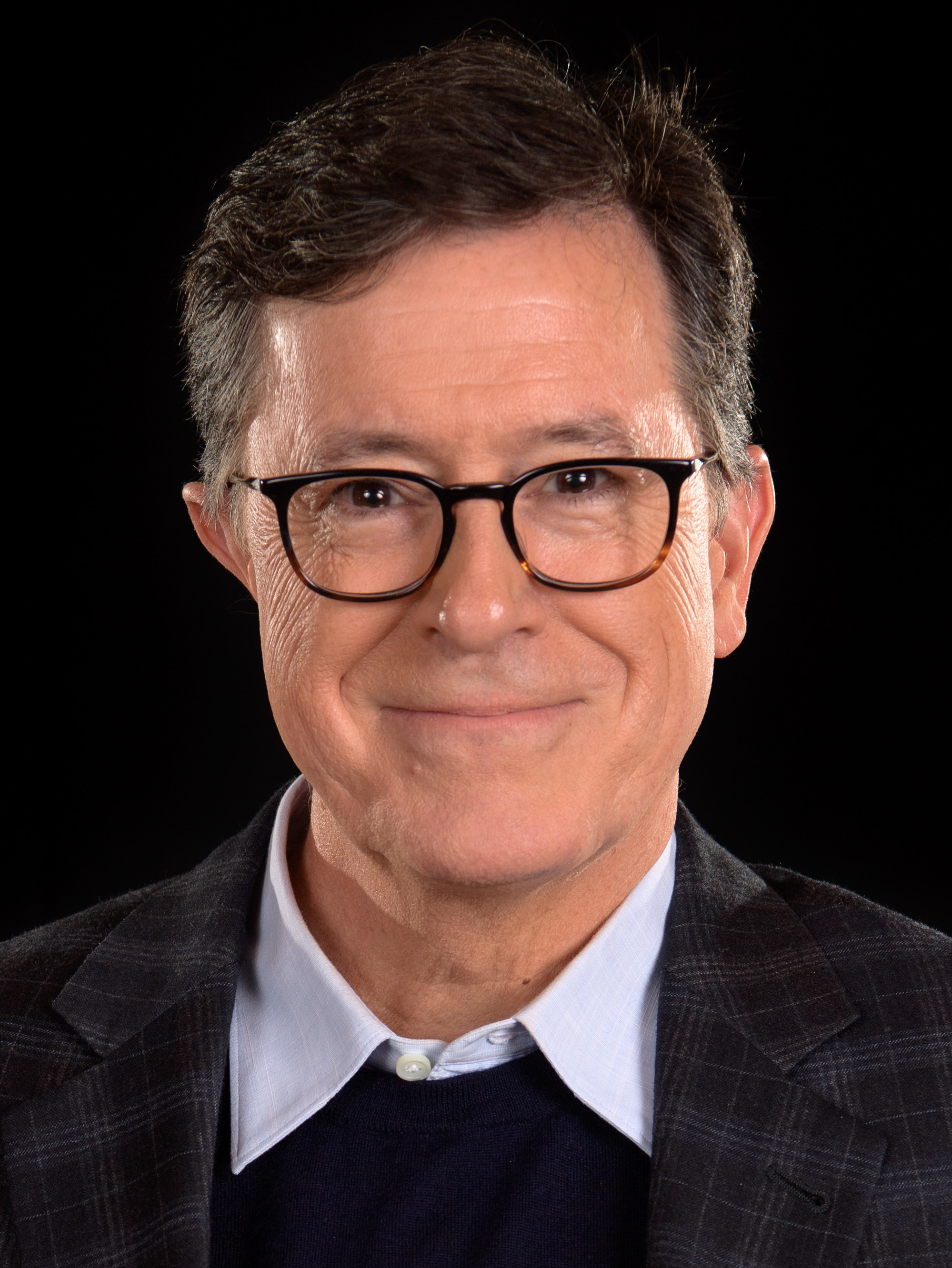
Stephen Colbert 2019-ben

Stephen Colbert a Wikipédiára tett utalásokat The Colbert Report című műsorán, javasolva a nézőknek bizonyos lapok vandalizmusát. Ide tartoznak az alábbiak is:
- Egy 2006-os részben Colbert az elefánt című szócikken javasolt vandalizmust, így Stephencolbert nevű fiókját blokkolták, számos elefántokkal kapcsolatos szócikket pedig levédtek.[20]
- 2012. augusztus 7-én azt javasolta, hogy lehetséges republikánus alelnökjelöltek, például Tim Pawlenty és Rob Portman szócikkeire menjenek, és sokszor szerkesszék. Ez a Fox News hipotézisére volt válasz, mely szerint Sarah Palin szócikkének sokszori szerkesztése a John McCain ellenfelének kihirdetése előtti napon segíthet Mitt Romney 2012-es választáson induló ellenfelének megjóslását. Colbert javaslata és a nézők ezt követő tettei után mindegyik cikket félvédetté tették az adminisztrátorok – csak régebbi szerkesztők szerkeszthették a lapot.[21]

### Hillsborough-tragédia
2014 áprilisában a Liverpool Echo beszámolt arról, hogy egy, a brit kormány által használt intranet számítógépeit a Hillsborough-tragédiához kapcsolódó Wikipédia-oldalakon tegyenek közzé támadó üzenetek közzétételére használták. A kormány bejelentette, hogy vizsgálatot kezdeményez. Ezután a The Daily Telegraph beszámolt arról, hogy számos más szócikken történő vandalizmusra is felhasználtak kormányzati számítógépeket, gyakran sértő részletek életrajzokhoz adására, és egyszer hamis halálhír közlésére is.

### Politikai vandalizmus

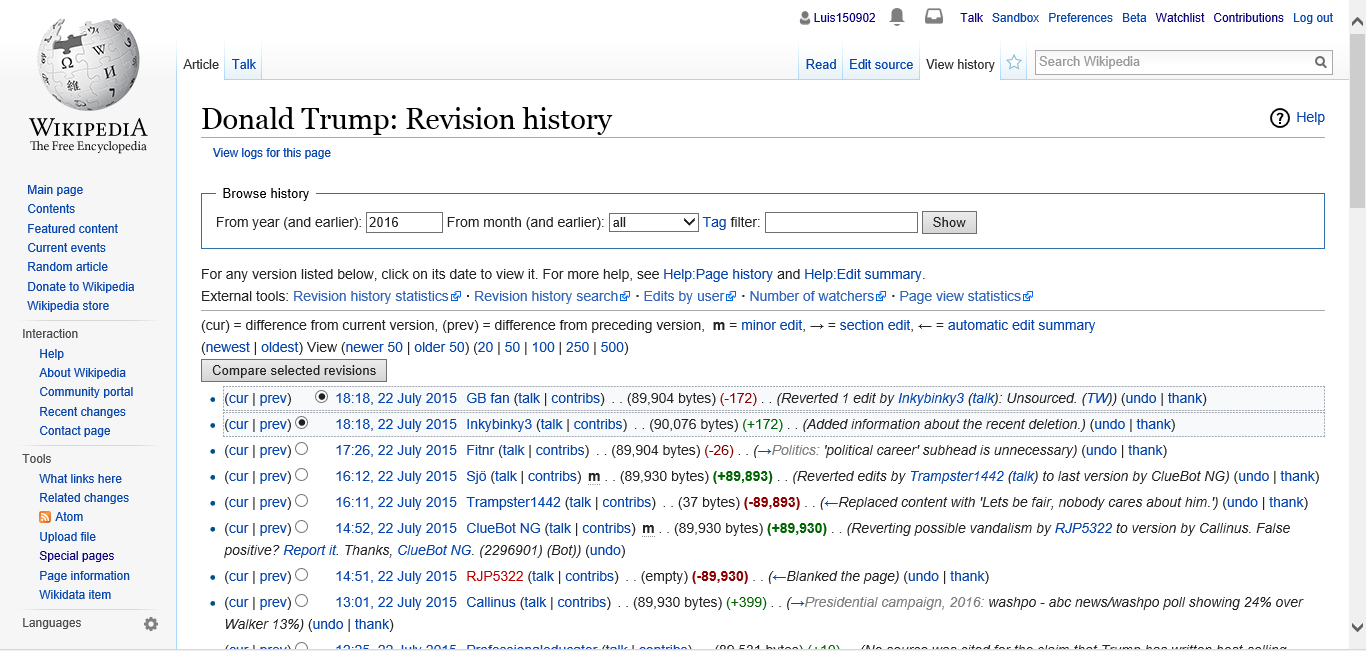
Donald Trump életrajzát kétszer ürítették ki 2015. július 22-én.

A politikusok a Wikipédián gyakran célpontjai vandalizmusnak. Donald Trump életrajzának tartalma egyetlen kritikus mondatra lett cserélve 2015 júliusában, és 2018 novemberében a képét kicserélték egy pénisz képére, ezért az Apple virtuális asszisztense, Siri rövid ideig a róla szóló kérdések megválaszolásakor felhozta e képet válaszként. Hillary és Bill Clinton életrajzain is történt 2016 októberében vandalizmus a Gay Niiger Association of America által, ahol azokhoz pornográf képeket adtak. Ugyane hónapban a New York-i alsóház jelöltjének, Jim Tediscónak a Wikipédián lévő életrajzát megváltoztatták, miszerint „sose volt a többség része”, és „sokak szerint teljes kudarc”. Tedisco megdöbbent a lapon történt változásokon. 2018. július 24-én Utah állam szenátora, Orrin Hatch tweeteket közölt, miután a Google azt állította, hogy 2017. szeptember 11-én elhunyt, ahol e hibát az életrajzának egy szerkesztésére vezették vissza. Ugyanígy a Kaliforniai Republikánus Párt Wikipédia-szócikkének módosítása miatt a Google információs csíkja feltüntette a nácizmust a párt egyik fő ideológiájaként.
2017. január 29-e és február 4-e közt számos vandalizmus történt. A Fehér Ház sajtófőnöke, Sean Spicer életrajzán a képét lecserélték Bagdad Bobéra, Dana Boente lapjának leírását „a Trump-kormányzat legújabb zoknibábja”-ra módosították, Paul Ryan képét hozzáadták egy gerinctelenlistára, az összefoglaló szerint a gerinc hiánya miatt.
2018. szeptember 27-én Lindsey Graham, Mike Lee és Orrin Hatch, az Amerikai Egyesült Államok szenátorainak információit hozzáadták a megfelelő Wikipédia-szócikkekhez Brett Kavanaugh, a legfelsőbb bíróság bírójelöltjének meghallgatása során. Ilyen közölt információk például lakhelyeik címei és telefonszámaik, e szerkesztések az Amerikai Egyesült Államok Képviselőházából származtak. Ezeket kevéssel később visszavonták és elrejtették. Azonban ezeket egy automata fiók elmentette és feltöltötte a Twitterre. A Twitter ezután eltávolította ezeket, és leállították a fiókot. Egy rendőrségi vizsgálat a szerkesztések létrehozóját kiderítette, és a 27 éves Jackson A. Coskót, egy külső intézet által fizetett kongresszusi külső tagot, letartóztatták, és több, az esethez kapcsolódó bűncselekménnyel vádolták. Coskót 2019-ben 4 évre ítélték, miután 5 bűncselekményt vallott be.

### Egyéb
- Egy Willy on Wheels nevű vandál több ezer cikket nevezett át, így címük „on wheels”-re végződött.[43]
- 2006-ban a Rolling Stone Halle Berryről közölt a Wikipédián lévő hamis információból történetet, ami az ott történt vandalizmus miatt történt.[44]
- 2007 februárjában Fuzzy Zoeller profi golfozó az életrajzán történt vandalizmus miatt megvádolt egy miami társaságot, mely negatív információt közölt róla.[45]
- 2007 augusztusában a holland média szerint néhány, a Nederlandse Publieke Omroephez kötődő IP-címet blokkoltak „hamis, sértő információk” Wikipédia-lapokhoz adásáért.[46] Hasonló eset történt a francia belügyminiszterrel 2016 januárjában.[47]
- 2012 májusában Anita Sarkeesian, médiakritikus Kickstarter-projektet indított a digitális játékkultúrában lévő szexizmusról szóló videókhoz.[48] Ez idegenkedő választ váltott ki,[49] beleértve Sarkeesian életrajzának pornográf képekkel, sértő állításokkal és szexuális erőszakkal való fenyegetésekkel való vandalizmusát.[50] Több mint 12 IP-cím tartozott e vandalizmussorozathoz az oldal védelme előtt.[49]
- 2012 májusában a The Oatmeal képregény- és humorlap olyan képregényt tett közzé, ahol Thomas Edison hozzáadását javasolta a „douchebag” című egyértelműsítő laphoz.[51] Miután Edisont néhányszor hozzáadták és eltávolították, a lapot levédték.
- 2012 novemberében a Brian Leveson által közölt Leveson-jelentés Brett Straubot a The Independent újság alapítójaként említette. A név Straub egyik barátjának egyik hibás szerkesztéséből eredt, melyeket tréfaként illesztett be számos szócikkbe. A név jelentésbe kerülése alapján az újsághoz kapcsolódó jelentés egy része feltehetően a Wikipédiából lett másolva a források megfelelő ellenőrzése nélkül.[52][53] A Straub-esetről a BBC Have I Got News for You és hosszabb, Have I Got a Bit More News for You című műsorában is humorosan számolt be,[54][55] ahol a The Economist is megjegyezte: „A Leveson-jelentés […] egyes részei a Wikipédiáról másolt részek”.[56]
- 2015 áprilisában a The Washington Post Gregory Kohs korábbi szerkesztő és jelentős Wikipédia-kritikus egy kísérletéről számolt be: „Kohs egy kísérletet indított, melyben különös hibákat helyezett 31 szócikkbe, és megfigyelte, hogy a szerkesztők megtalálják-e. Több mint 2 hónappal később a valótlanságok felét még nem találták meg, és ebbe nagyon fontos lapokban lévők is tartoztak, mint például a mediterrán éghajlatról vagy a gyulladásról szólóban. Becslése szerint eddigre több mint 100 000-en olvashatták, hogy az ember által termelt vulkanikus kőzet okozza a gyulladást.”[57]
- 2016 augusztusában Chad le Clos életrajzához adtak hozzá hazugságot, mely szerint „Michael Phelps kezei közt hunyt el, miután szó szerint kirepítette a vízből a legnagyobb amerikai Abraham Lincoln óta”, Phelps 2016-os olimpiai aranyérme után 200 méteres pillangóúszásban.[58] Ez az eset csekély médiafigyelmet kapott.[59]
- 2018. április 25-én néhány, Todd Howardról szóló szócikken történt vandalizmus egy Tumblr-bejegyzés elterjedése után, mely szerint a szócikk védelme megszűnik e napon. Bár Howard életrajzának a védelmét meghosszabbították, számos kapcsolódó lapon történt vandalizmus, mint például a legnépszerűbb játékáról, a The Elder Scrolls V: Skyrimről szólón, a szülőhelyéről, Lower Macungie-ről szólón, valamint a „Ferret (disambiguation)” címűn (ahol a vandalizmust visszavonó szerkesztő nevét adták hozzá).[60]
- 2021. augusztus 16-án egy mintegy 53 000 lapon lévő sablon tartalmát egy szvasztikára cserélték ki. Ezt 5 perccel később visszavonták.[61]

## Fordítás
Ez a szócikk részben vagy egészben  a   Vandalism on Wikipedia című angol Wikipédia-szócikk ezen változatának fordításán alapul.  Az eredeti cikk szerkesztőit annak laptörténete sorolja fel. Ez a jelzés csupán a megfogalmazás eredetét és a szerzői jogokat jelzi, nem szolgál a cikkben szereplő információk forrásmegjelöléseként.